# توکای خندان گلوزرد
توکای خندان گلوزرد (نام علمی: Garrulax galbanus) نام یک گونه از خانواده سسکیان است.